# ＃DSPMSTARS
#DSPMSTARS（ディーエスピーエムスターズ）は、2020年に誕生した女性アイドルプロジェクト。ディアステージおよびパーフェクトミュージックに所属する24名のアイドルが参加している。

## 概要
2019年6月7日、でんぱ組.inc、虹のコンキスタドールなどを擁するディアステージと、神聖かまってちゃん、バンドじゃないもん!MAXX NAKAYOSHIなどを擁するパーフェクトミュージックが経営統合を行った。
両社の共同プロジェクトとして2020年1月、両社所属の12名のメンバーによるアイドルグループプロジェクト「#DSPMSTARS」の活動開始が発表された。
でんぱ組.inc、 バンドじゃないもん！MAXX NAKAYOSHI、 虹のコンキスタドールなどの
楽曲のカバーを中心に、#DSPMを世界に広めるべく活動を行うとしている。
グループ名は、ディアステージ（Dear Stage）とパーフェクトミュージック（Perfect Music）、両社の頭文字を合わせた物。

## メンバー
| 名前                            | 加入期 | イメージカラー                            | 誕生日   | 所属事務所               | 所属元グループ                                            |
| ------------------------------- | ------ | ----------------------------------------- | -------- | ------------------------ | --------------------------------------------------------- |
| あさ陽 あい あさひ あい         | 1期    | 100%オレンジ                              | 11月5日  | パーフェクトミュージック | メリーメリーファンファーレ 劇団☆ディアステージ 結音 YUION |
| 大崎 瑠衣 おおさき るい         | 1期    | おしゅしレッド                            | 3月18日  | ディアステージ           | 元Chu☆Oh!Dolly さよならステイチューン                     |
| 柏木 しいな かしわぎ しいな     | 1期    | ベイビーブルー(水色)                      | 10月8日  | ディアステージ           | ディア☆ 劇団☆ディアステージ                               |
| 神咲 雅 かんざき みやび         | 1期    | メランコリーヴァイオレット                | 12月7日  | ディアステージ           | 元Chu☆Oh!Dolly 雨模様のソラリス                           |
| 清野宮 あんな きよのみや あんな | 1期    | Homerun red                               | 10月14日 | パーフェクトミュージック | SKOOL GIRL BYE BYE 雨模様のソラリス                       |
| 小泉 よう こいずみ よう         | 1期    | 陽だまりオレンジ                          | 10月13日 | ディアステージ           | ディア☆ 雨模様のソラリス                                  |
| たべる子 たべるこ               | 1期    | ただのきいろ 雨模様のソラリスでは緑色     | 9月3日   | パーフェクトミュージック | メリーメリーファンファーレ 雨模様のソラリス               |
| 東条 泉美 とうじょう いずみ     | 1期    | パッションピンク 雨模様のソラリスでは水色 | 8月23日  | ディアステージ           | 元Chu☆Oh!Dolly 雨模様のソラリス                           |
| 日菜森 めぶき ひなもり めぶき   | 1期    | フォレストグリーン RASCAL CLANでは紫色    | 4月18日  | パーフェクトミュージック | ディア☆ RASCAL CLAN                                       |
| 三浜 ありさ みはま ありさ       | 1.5期  |                                           | 9月5日   | ディアステージ           | 元ベボガ! 劇団☆ディアステージ さよならステイチューン      |
| のいちご                        | 1.5期  |                                           | 5月27日  | ディアステージ           | さよならステイチューン                                    |
| 雫月 ノア しづき のあ           | 2期    | 藍色                                      | 11月16日 | パーフェクトミュージック | RASCAL CLAN                                               |
| 関根 紬 せきね つむぎ           | 2期    | 赤色                                      | 6月9日   | パーフェクトミュージック | RASCAL CLAN                                               |
| 紘仲 音羽 ひろなか おとは       | 2期    | オレンジ色                                | 2月18日  | パーフェクトミュージック | RASCAL CLAN                                               |
| 神田 ジュナ かんだ じゅな       | 3期    |                                           | 7月19日  | ディアステージ           | 元虹のファンタジスタ 虹のコンキスタドール                 |
| 陽向 にとり ひなた にとり       | 3期    | ビビットピンク RASCAL CLANでは黄色        | 5月20日  | パーフェクトミュージック | RASCAL CLAN                                               |
| 桜田 かほ さくらだ かほ         | 3期    | 桜ピンク                                  | 11月10日 | ディアステージ           |                                                           |
| 高梨 莉子 たかなし りこ         | 3期    | 青色 ペンライトでは水色                   | 1月27日  | パーフェクトミュージック | RASCAL CLAN                                               |
| 常盤 あい乃 ときわ あいの       | 3期    |                                           | 5月10日  | ディアステージ           | さよならステイチューン                                    |
| 夏未 ゆうか なつみ ゆうか       | 3期    |                                           | 7月3日   | ディアステージ           | さよならステイチューン                                    |

### 旧メンバー
| 名前                          | 加入期 | イメージカラー             | 誕生日   | 所属事務所               | 所属元グループ                           |
| ----------------------------- | ------ | -------------------------- | -------- | ------------------------ | ---------------------------------------- |
| 安藤 莉々花 あんどう りりか   | 1期    | ブラックホワイト           | 3月24日  | ディアステージ           | 元Chu☆Oh!Dolly                           |
| 奈胡 みみ なくる みみ         | 1期    | すい～とぴんく(薄いぴんく) | 3月3日   | パーフェクトミュージック | SKOOL GIRL BYE BYE                       |
| 大場 みゆ おおば みゆ         | 1期    | ライムグリーン             | 2月13日  | ディアステージ           | 元Chu☆Oh!Dolly、元さよならステイチューン |
| 一ノ瀬 いまり いちのせ いまり | 2期    |                            | 12月14日 | パーフェクトミュージック | RASCAL CLAN                              |
| 日翠 すい ひすい すい         | 2期    |                            | 11月12日 | ディアステージ           | meowli                                   |
| 星乃 愛美 ほしの あみ         | 2期    |                            | 9月8日   | ディアステージ           | meowli                                   |
| 佐藤 楓彩 さとう ふうあ       | 3期    |                            | 10月6日  | ディアステージ           | 元虹のファンタジスタ                     |
| 西野 あみ にしの あみ         | 3期    | シュガーイエロー           | 5月15日  | ディアステージ           | kimikara（きみから）                     |

## 略歴
2020年1月13日、『秋葉原ディアステージ4thワンマン2020 ～川崎店へようこそ♡～』において初ステージを披露した。
2020年11月29日、2期生の加入が発表される。
2020年12月19日、『#DSPMCAMP』でのステージを最後に安藤莉々花・奈胡みみが卒業。
また2期生のステージお披露目がされる。
2020年12月20日、#DSPMSTARS OFFICIAL WEBSITE・ファンクラブが開設。
2021年1月13日、『#DSPMGLAMPING』において、結音東京メンバーにあさ陽が選出される。
また、#DSPMSTARSメンバーから新グループ『雨模様のソラリス』の結成、2月23日、『#DSPMCAMP vol.7』にてお披露目をすることを発表する。
2021年2月18日、たべる子・小泉・清野宮・神咲・東条の5人が『雨模様のソラリス』参加メンバーであると正式発表される。
2021年2月21日、2期生追加メンバーの名が『紘仲 音羽』と発表される。
2021年2月23日、『#DSPMCAMP vol.7』において『雨模様のソラリス』お披露目ライブが行われた。
2021年2月24日発売、「B.L.T.4月号」に、東条泉美のグラビア+インタビューが掲載。
2021年4月2日、FM FUJIにて冠ラジオ番組『#でぃーえすぴーえむろっくす』が放送開始。MCを大崎瑠衣、小泉ようが務め、週替わりでメンバーが出演する。
2021年4月5日、『#DSPMPICNIC vol.2 〜オリジナル曲であそぼっ♡〜』において、初のオリジナル楽曲『以上、#DSPMですっ！』を披露した。
2021年4月22日発売、『週刊ヤングジャンプ』（集英社）21＆22合併号スタートの企画「サキドル エース SURVIVAL 11」に日翠が参加する。
2021年4月30日、大場みゆが卒業。
2021年5月1日、『#DSPMGLAMPING vol.2』において、元・虹のファンタジスタのメンバーから神田・佐藤が3期生として加入、引き続き3期生募集のオーディションを募集すると発表した。同時に、さよならステイチューンから三浜・のいちごが1.5期生として加入することが発表される。
2021年5月3日〜9日、スマートフォンアプリゲーム「ロードモバイル」の駅内広告モデルを務め、東急田園都市線渋谷駅にメンバー16名(1期・2期)の顔写真入りポスターが掲出される。
2021年8月8日、#DSPMCAMP vol.12にて追加の3期生加入が発表される。
2022年9月30日、ラジオ番組『#でぃーえすぴーえむろっくす』放送終了。

## RASCAL CLAN
RASCAL CLANは関根紬、紘仲音羽、陽向にとり、一ノ瀬いまり、高梨莉子、雫月ノア、日菜森めぶきの7人による女性アイドルグループ。2021年10月、DEARSTAGEとPerfect Musicによる共同プロジェクト「#DSPM」よりデビュー。
2022年7月31日に一ノ瀬いまりが契約終了(脱退)。
2023年3月30日に倉西りなが加入。
2024年3月30日に紘仲音羽が活動終了。
2024年8月4日に解散。

## 主な歌唱レパートリー
- 「以上、#DSPMですっ！」- オリジナル楽曲
- 「キラキラチューン」 - でんぱ組.inc
- 「バリ３共和国」 - でんぱ組.inc
- 「ずっとサマーで恋してる」 - 虹のコンキスタドール
- 「限りなく冒険に近いサマー」 - 虹のコンキスタドール
- 「ショコラ・ラブ」 - バンドじゃないもん!MAXX NAKAYOSHI
- 「青春カラダダダッシュ!」 - バンドじゃないもん!MAXX NAKAYOSHI
- 「Last Dance」 - WiLL-O'
- 「余裕綽綽」 - メリーメリーファンファーレ
- 「ワンルームセンセイション」 - ディア☆